# Sainte-Perpétue
| Municipalité de Sainte-Perpétue |                        |
| Coordenadas: 46°03' N 69°56'W   |                        |
| Província                       | Quebec                 |
| Região administrativa           | Chaudière-Appalaches   |
| Incorporado em                  | 21 de janeiro 1888     |
| Prefeito                        | Céline Avoine Cloutier |
|                                 |                        |
| Área                            |                        |
| - Cidade                        | 284,5 km², 109,8 mi²   |
| Fuso horário                    | UTC -5                 |
| População (2006)                |                        |
| - Cidade                        | 1.903                  |
| - Densidade                     | 7 hab/km², 17 hab/mi²  |

Sainte-Perpétue é um município canadense da Regionalidade Municipal de L'Islet, Quebec, localizado na região administrativa de Chaudière-Appalaches. Em sua área de pouco mais duzentos e oitenta e quatro quilómetros quadrados, habitam cerca de mil novecentas pessoas. 
É nomeado em honra da mártir africana Santa Perpétua. O município de pouco menos de 2.000 habitantes está localizado a 34 km ao sul de Saint-Jean-Port-Joli, é cortado pela estrada 204 que faz a ligação com Saint-Pamphile. Fundada em 1869 por Narcisse Pelletier, o município tem como maior atividade econômica a indústria florestal e de acéricultura. Uma das grande atrações do município é sua igreja.